# Mani Martin
Mani Martin, né Maniraruta Martin le 24 décembre 1988 à Ntura dans le district de Rusizi au Rwanda, est un chanteur et auteur-compositeur-interprète rwandais. Il est l’un des principaux artistes nationaux d'afro-fusion.

## Biographie
Mani Martin gagne en notoriété à partir de 2005 en chantant un mélange d’afro-fusion et de musique traditionnelle rwandaise avec la diffusion de son single Urukumbuzi. En quelques années, il écrit plus d'une centaine de chansons dont Destiny, Icyo dupfana kiruta icyo dupfa, Intero y’amahoro, U Rwagasabo, Bira wewe, Irungu, Hamani et Nyiramwiza. Il mélange des paroles en kinyarwanda, en swahili, en anglais et en français.
Mani Martin a représenté le Rwanda dans différents événements musicaux internationaux comme au Festival Amani en République démocratique du Congo, le festival international de Bayimba en Ouganda, au festival Fespaco au Burkina Faso, aux Jeux de la Francophonie de 2013 en France ou encore au festival de musique de Sauti Za Busara à Zanzibar. En 2022, après une pause de deux ans, il remonte sur scène.

## Discographie

### Albums
- 2008 : Isaya ya 9.
- 2010 : Icyo Dupfana.
- 2011 : Intero y`amahoro.
- 2012 : My Destiny.
- 2017 : Afro.